# Chiesa di San Michele Arcangelo (Castel San Niccolò)
La chiesa di San Michele Arcangelo, (detta anche chiesa di Sant'Angelo), si trova a Cetica, frazione del comune di Castel San Niccolò.

## Storia
È un edificio romanico risalente quasi certamente alla metà del secolo XIII, di probabili origini monastiche dell'ordine vallombrosano di San Giovanni Gualberto; un tempo era annesso a un piccolo ospizio gestito dai monaci vallombrosani in località Badia alle Pratora, vicino al valico del Pratomagno.
In origine aveva una sola navata rettangolare, con abside semicircolare ma, con l'aumento della popolazione, venne ingrandito; in due momenti successivi furono aggiunte le navate laterali, delimitate da colonne da una parte e pilastri dall'altra, a sostegno degli archi centrali.
La chiesa è citata per la prima volta nel cosiddetto decimario del 1274-75 (registro vaticano dei beni soggetti alle decime, dove sono elencati anche edifici ecclesiastici minori) con il titolo di Ecclesia S. Angeli in Poggiolo de Cietica.
Nel 1599 iniziarono i lavori del primo ampliamento: dalla facciata all'inizio del presbiterio fu abbattuto il muro perimetrale di sinistra poi sostituito da quattro colonne in pietra. Lo spazio ottenuto, circa 53 m²., venne chiuso prolungando la facciata e aggiungendo un tetto a spiovente, interventi che conferirono all'edificio un tratto disarmonico, mantenuto fino al secolo passato. Nel nuovo muro perimetrale di sinistra venne aperta una porta per permettere l'accesso diretto alla nuova navata. I lavori durarono da settembre a novembre 1599.
Nel 1605 fu restaurato il campanile e ricostruita la cella campanaria a quattro luci. Non risultano ulteriori interventi strutturali durante i due secoli successivi.
Si dovette attendere il 1840 ca. per la realizzazione della navata di destra, ricavata nello spazio del chiostro tra la chiesa e la canonica. Fu demolito il muro di destra della navata centrale e sostituito da quattro pilastri in pietra. Il nuovo muro fu edificato con una struttura semplice, forse per risparmiare sui costi; inoltre, probabilmente per lo stesso motivo, non venne modificata la facciata corrispondente alla canonica, ma vi si aprì semplicemente una porta d'accesso a destra. Il soffitto venne realizzato con la costruzione di tre volte a crociera. I lavori terminarono nel 1841.
All'inizio del 1900 l'aspetto della chiesa era ancora molto diverso da quello attuale: pur avendo tre navate, ne apparivano solo due poiché quella di destra era nascosta dal muro di facciata della canonica; all'ingresso persisteva una loggia usata sia come luogo di riunione, sia come riparo per le merci agricole. L'interno mostrava evidenti segni di decadimento.
Nel 1908 iniziarono nuovi lavori: furono demolite la loggia (con notevole disappunto della popolazione) e la Cappella del Rosario nella navata sinistra; nel presbiterio vennero demoliti quattro pilastri che reggevano la volta a vela e il coro (poi ricostruito con le stesse pietre). A destra vennero demolite le volte a crociera e restaurati i muri perimetrali interni, intonacati a bozze di cemento per renderli simili a quelli già esistenti. Infine fu realizzata la gradinata esterna alla chiesa. Gli interventi terminarono nel 1913 e la chiesa fu di nuovo aperta alla liturgia.
Qualche altra modifica venne compiuta alla fine della II Guerra Mondiale; soltanto allora, dopo quasi otto secoli dalla sua edificazione, la chiesa raggiunse l'aspetto attuale.
Della struttura originaria restano soltanto parte della facciata, la base del campanile e l'abside esterna.

## Descrizione

### Esterno

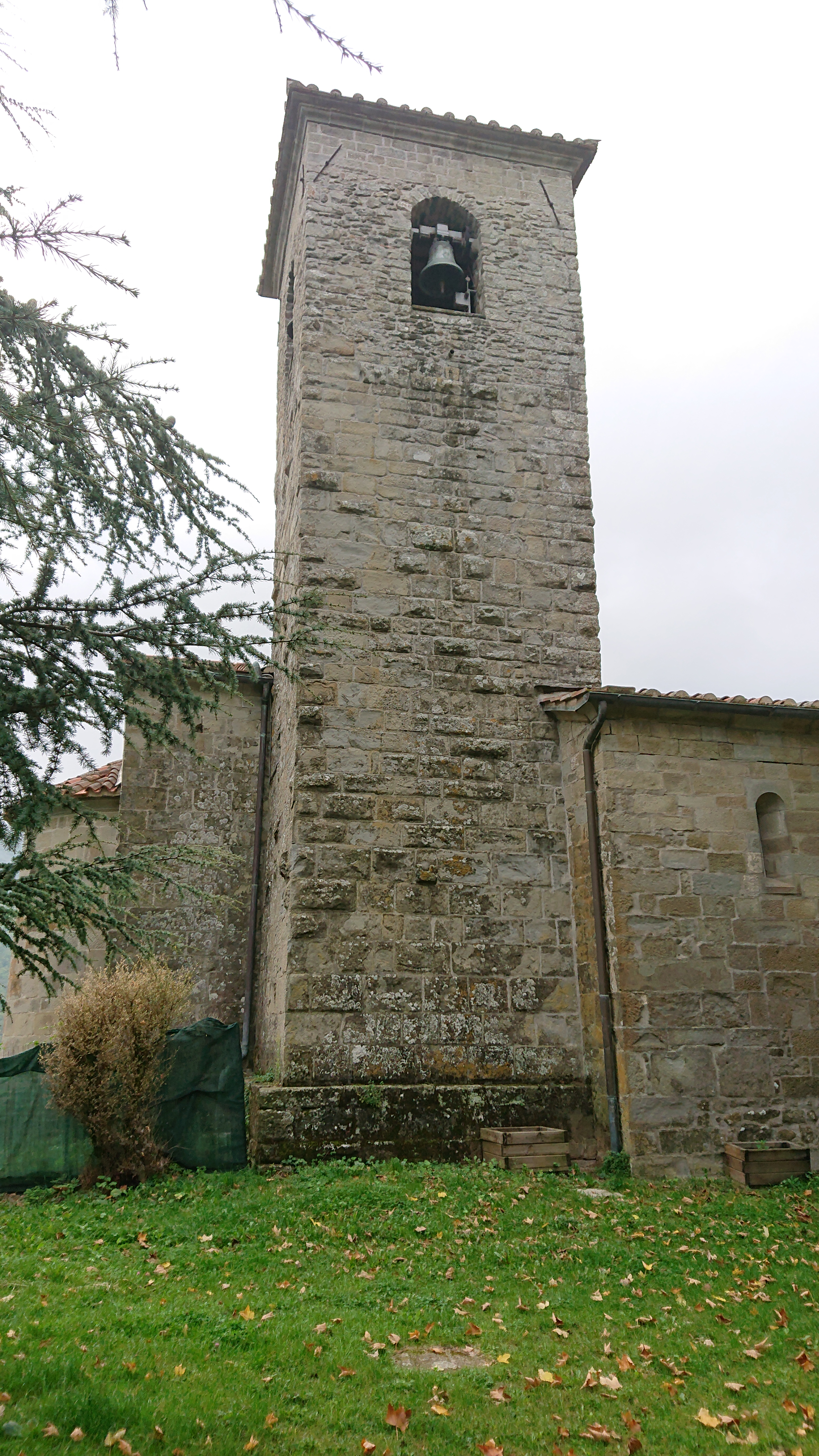
Campanile.

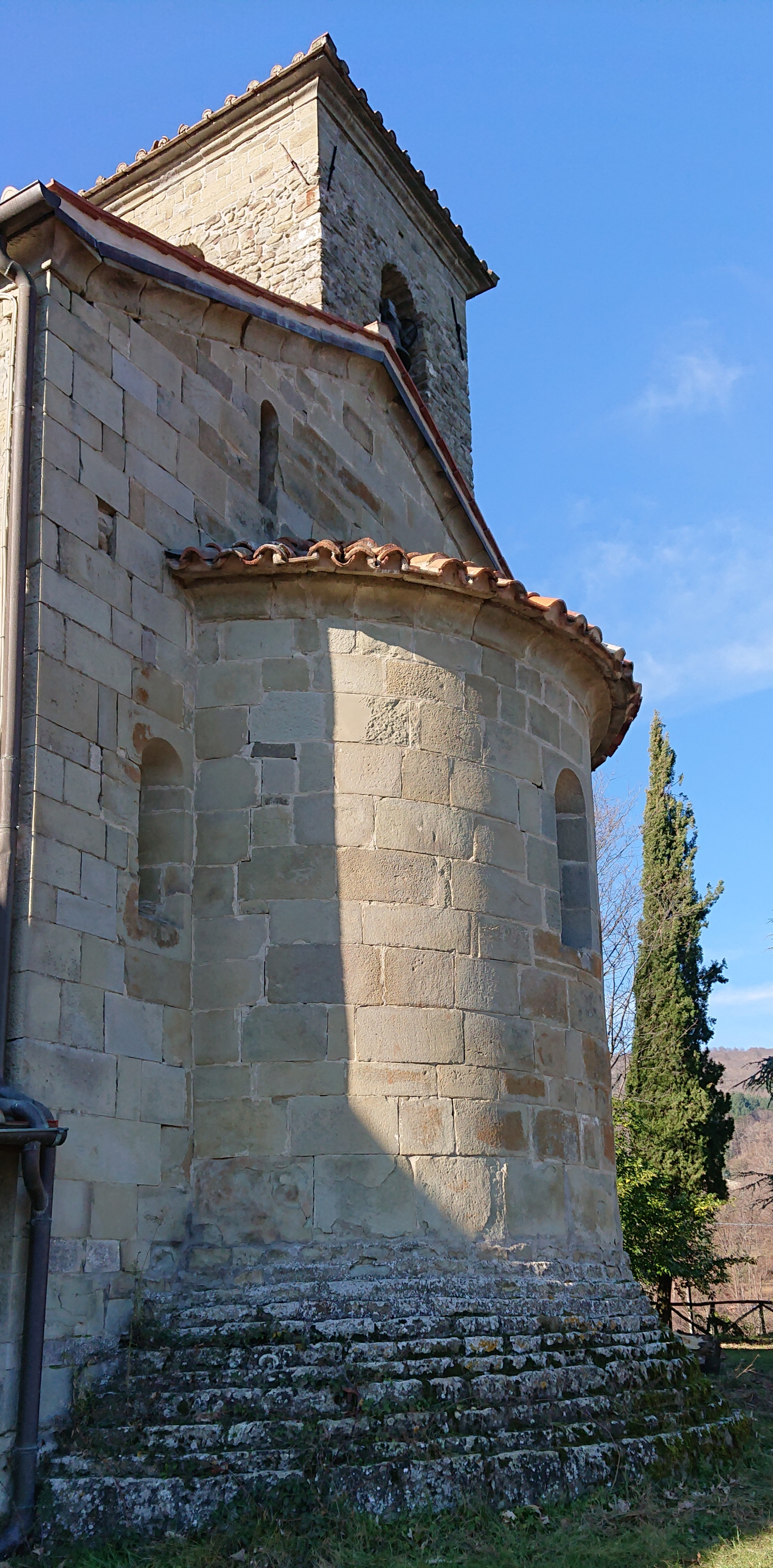
Abside.

L'ampia facciata in pietra arenaria, realizzata a filaretto, presenta il portale sormontato da un robusto architrave, una monofora centrale e due laterali; sopra, una lapide ricorda l'attribuzione delle funzioni parrocchiali voluta dal vescovo Tommaso Ximenes nel 1624. Nel paramento murario è visibile il prospetto della chiesa originaria ad una sola navata. 

Il campanile è dotato di quattro campane montate il 23 febbraio 1883 al posto delle due preesistenti ritirate e fuse per abbassare i costi finali; venne così persa una parte di storia dell'edificio. 

L'abside semicircolare poggia su un basamento formato da più giri concentrici di pietra a pezzatura piccola, realizzati a barbacane. Le due monofore senza strombatura esterna sono originarie e non hanno riscontri in altre chiese dell'Alto Casentino.

Il fianco destro è coperto dall'adiacente canonica (ricostruita dopo un incendio avvenuto il 29 giugno 1944 ad opera dei tedeschi durante una rappresaglia).

### Interno

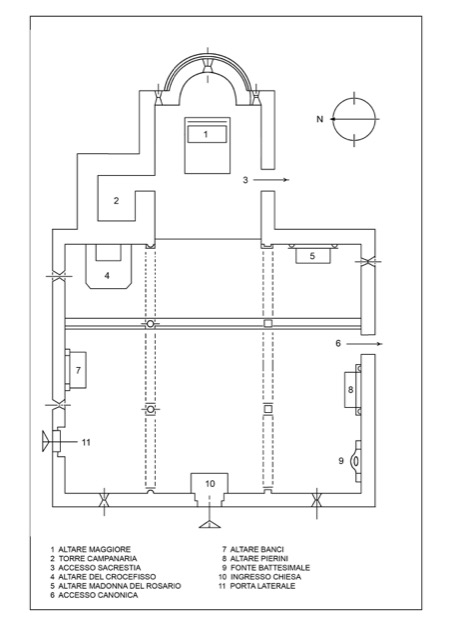
Pianta della Chiesa

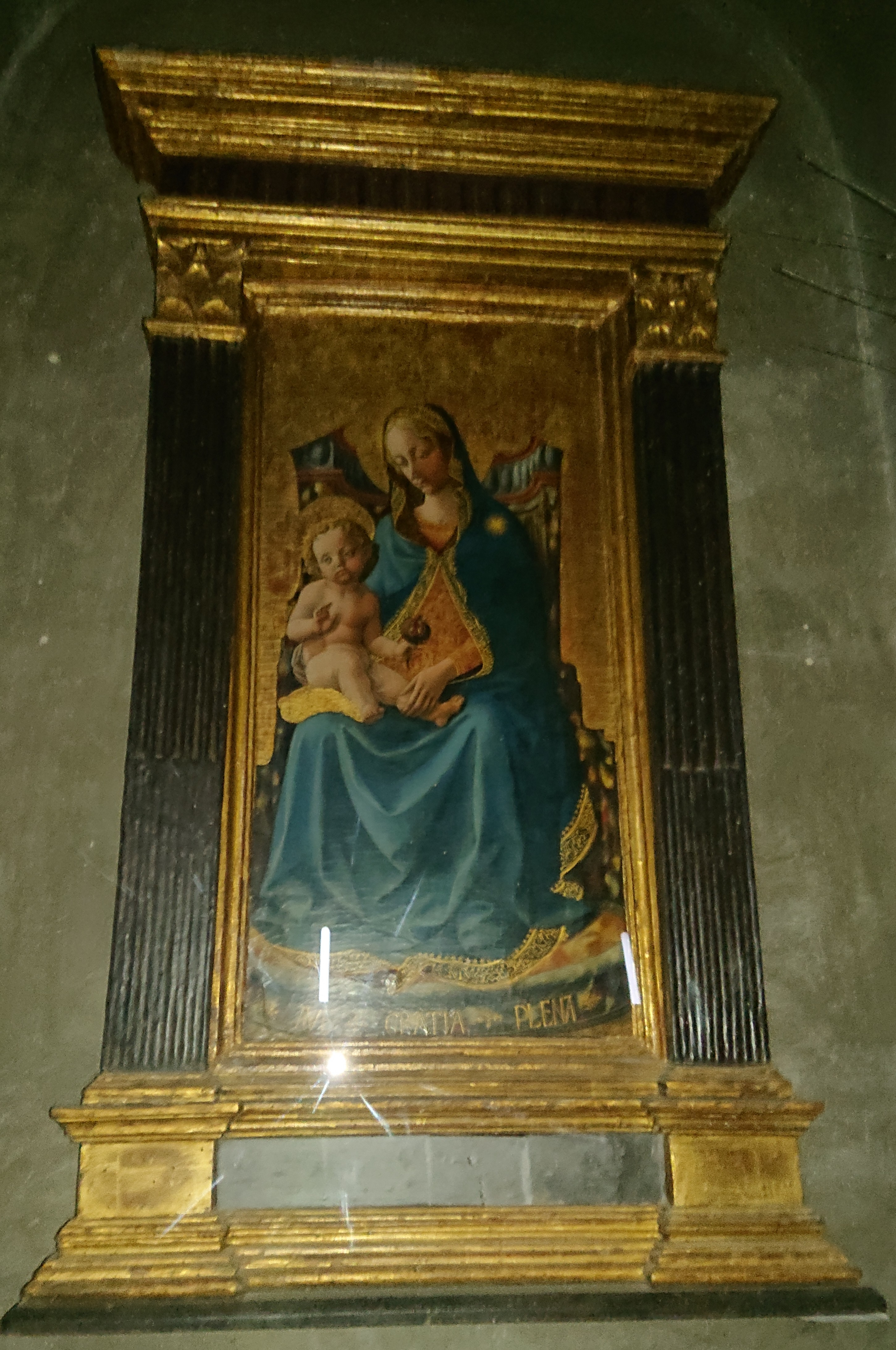
Madonna con Bambino chiamata anche Madonna della melagrana.

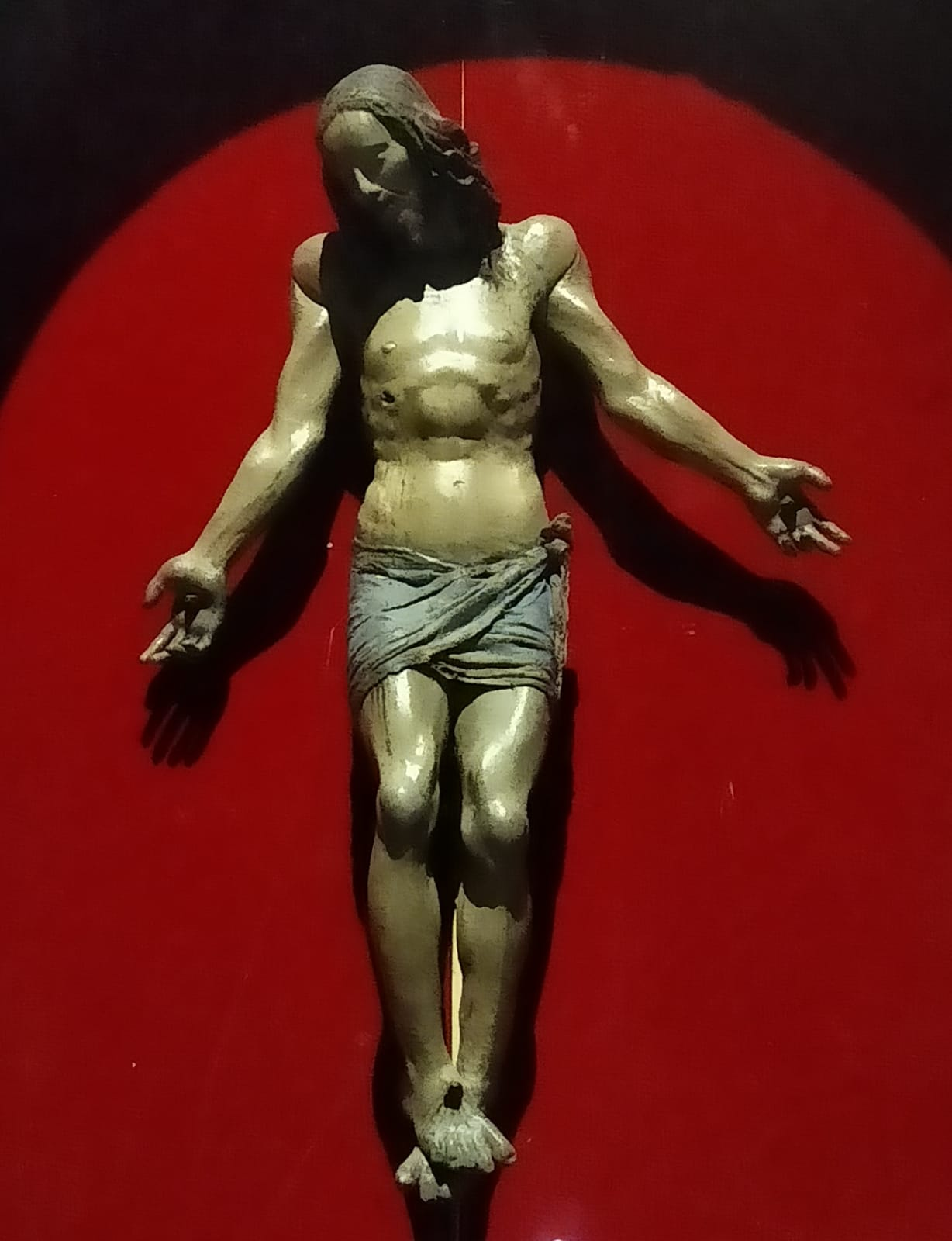
Crocifisso Ligneo (secoli XV-XVI).

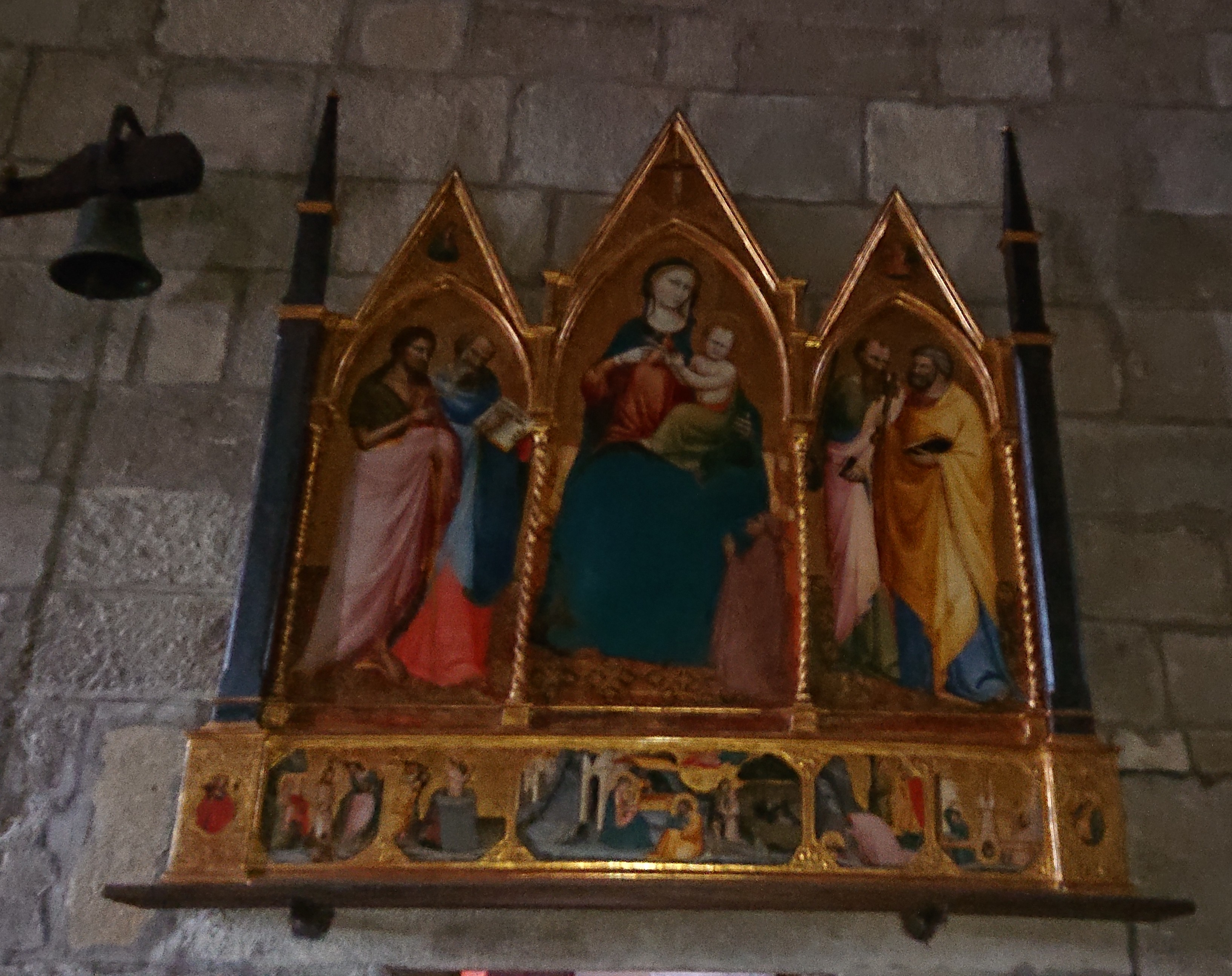
Trittico Madonna con Bambino e Santi.

La chiesa conserva una pianta del tipo longitudinale, tipica delle chiese romaniche; la dimensione della campata della navata centrale è maggiore rispetto a quella delle navate laterali che si fermano all'altezza del presbiterio. Le colonne sono alternate ai pilastri. Il tetto è realizzato a capriate in legno a vista.

#### Navata di destra
Entrando a destra si trova il fonte battesimale, una vasca ovale di pietra arenaria risalente al secolo XVII. Originariamente era posto a sinistra in prossimità dell'ingresso; fu il vescovo Baccio Gherardini, in visita pastorale a Cetica nel 1619, a ordinarne lo spostamento nella navata di sinistra. Era formato da una pila di pietra che sosteneva un tabernacolo, con balaustra e cancelletto in legno; sopra l'immagine di Gesù e San Giovanni.
Nel 1631 venne nuovamente spostato, come risulta dalla scritta HIC HAC OMNIUM CRIMINA DELENTUR AQUA DOM. OLIVUS BORG. PRIOR RESTAURAVIT AC TRANSLATAVIT. MDCXXXI. tuttora visibile nella lapide murata.
L'attuale posizione venne scelta dopo la costruzione della navata di destra.

##### Altare Pierini
Venne fatto costruire da Giovanni di Pietro Pierini nel 1631 al tempo della peste. Il dossale presenta due colonne scanalate con capitelli ornati con volute, alla base due cherubini scolpiti. Sulla cornice del frontone la scritta: D.O.M. MARIA PLANTA CAELESTIC. Sotto la mensa si trova uno stemma scolpito in pietra, che raffigura una pianta con due leoni e la scritta: JOANNES PETRUS PIERINUS CARMELI ALTARE TEMPORE PESTIS FACIENDUM CURAVIT NISI… PARI...STABIT. MDCXXXI. L'altare in origine era dedicato alla Madonna del Carmelo, poi a San Michele Arcangelo che appare raffigurato nella pala d'altare mentre si appresta a trafiggere il Maligno con la spada. L'opera, di autore ignoto, risale al XVII secolo e risulta presente già nel 1737.

##### Altare della Madonna del Rosario
Si trova in testa alla navata; venne realizzato per volontà di Matteo Gerbi nel 1671 e dedicato alla Madonna del Rosario. Il dossale si compone di due colonne laterali con capitelli a foglie e architrave spartito a formelle con fregio. Lo stemma della famiglia Gerbi è scolpito alla base delle colonne; la scritta del nome del fondatore e della data di realizzazione si presenta piuttosto consunta. Sotto la mensa la scritta: D.O.M. VIRGINIBUS MAIU GENS DONA CANENTIBUS OFFERT HIS RENOVATA SACRIS QUAESTIBUS ARA DEO.A.D. MDCCLXXIII. 
All'altare si trova una Madonna con Bambino, tempera su tavola attribuita a Francesco di Stefano, detto il Pesellino, databile intorno al 1450, che conserva l'originale cornice policroma a pilastrini scanalati e trabeati. La Vergine sul trono sorregge il Bambino che tiene in mano una melagrana; l'opera è infatti conosciuta anche come Madonna della melagrana; in basso si trova la scritta AVE GRATIA PLENA. La presenza del dipinto è attestata in un inventario del 1862 che la posiziona nella navata destra, sopra il fonte battesimale. Non compare invece in inventari più antichi.

#### Navata sinistra

##### Altare Banci
Realizzato per volontà di Giovanni di Lorenzo Banci nel 1631 è dedicato alla SS.ma Concezione. Il dossale è composto da due lesene scanalate in pietra; nel frontone il monogramma di San Bernardino e il fregio con la scritta scolpita: SUB TUUM PRAESIDIUM CONFUGIMUS SANCTA DEI GENITRIX. L'altare poggia su due colonnette in pietra; sotto si legge la scritta: GIOVANNI DI LORENZO BANCI HA FATTO FARE QUESTA CAPPELLA PER SUA DEVOTIONE. MDCXXXI. Accanto è murata una lapide che cita la costituzione di un beneficio, disposto per testamento, con l'obbligo permanente di celebrare messe in memoria del fondatore.

##### Altare del Crocefisso
In testa alla navata si trova un altare in pietra poggiato su due colonnine, sotto un'iscrizione ormai illeggibile e nella parte centrale uno stemma con leone rampante. Secondo quanto riportato nei registri della parrocchia, l'altare venne commissionato dalla famiglia Gatteschi residente in località Castagneto. Sopra, in un'edicola praticata nel muro, vi è un Cristo crocifisso con le braccia movibili realizzato in legno di castagno intagliato, della scuola di Donatello, riferibile al XV-XVI secolo che è stato restaurato nel 2006.
Alla sinistra della porta d'ingresso si trova un Tabernacolo per gli oli Sacri scolpito in pietra.

#### Scarsella
Sulla parete destra della scarsella si trova il Trittico della Madonna con Bambino e Santi, tempera su tavola di Bicci di Lorenzo (1373-1452), proveniente dalla vicina chiesa di Santa Maria, qui trasferito per motivi di sicurezza nel 1970. In centro sono raffigurati la Madonna col Bambino e il committente genuflesso; a sinistra San Giovanni Battista e San Giovanni Evangelista, a destra San Pietro e San Paolo. Nella predella troviamo cinque piccole storie di santi e di Cristo: il Battesimo di Gesù, San Giovanni Evangelista nella caldaia d'olio bollente, la Natività, la Decapitazione di San Paolo, la crocifissione a capo all'ingiù di San Pietro. Alle estremità sono raffigurati San Cristoforo e San Biagio; nelle cuspidi dei tre scomparti altre immagini: la Crocefissione, la Vergine e l'Arcangelo Gabriele.
Sulla parete sinistra si trova una Madonna del Rosario, olio su tavola datato 1586 e firmato da Cosimo Daddi (o Dati), discepolo di Giovanni Battista Naldini. La Vergine in trono sostiene il Bambino che tiene in mano un mazzolino di fiori e porge la corona del rosario a San Domenico. Davanti al trono sono rappresentate dieci figure senza aureola, di età e sesso diverso, presumibilmente personaggi dell'epoca. In alto sono visibili due angeli e intorno i quindici misteri del rosario entro piccoli cerchi. Sotto i piedi della Vergine si legge: COSIMO DATI P.F.O.F. DISCEPOLO DI BAT. NALD. MDLXXXVI.